# Комкаст Сентър
Комкаст Сентър (на английски: Comcast Center) е административна сграда в град Филаделфия, Съединени американски щати. Очаква се да бъде завършена през март 2008 година. С височина 297 m това е най-високият небостъргач в града. Архитектурният проект е на Робърт Стърн Аркитектс, а конструктивният - на Торнтън Томазети.
Носещата конструкция на сградата включва централно стоманобетонно ядро и стоманени колони по периферията. Подовете са изпълнени от комбинирани стомано-стоманобетонни плочи и греди. Входното фоайе е с височина 3 етажа и няма междинни колони. По тази причина две от основните колони на сградата са прекъснати и стъпват върху виренделова ферма, развита между 6-ия и 17-ия етаж.
Особеност на конструкцията е сравнително голямото съотношение на височина към хоризонтален размер, както за цялата сграда (около 8), така и за стоманобетонното ядро (около 21), поемащо хоризонталните натоварвания. По тази причина на височина 285 m е монтиран масов демпфер, който трябва да ограничи трептенията, предизвикани от вятъра. Той представлява U-образна колона, частично запълнена с вода, и е най-голямото устройство от този тип в света.